# Генерал Луна
«Генерал Луна» (тагал. Heneral Luna) — філіппиннський історично-біографічний фільм, знятий Джеррельдом Тароком. Прем'єра стрічки відбулась 9 вересня 2015 у Філіппінах. Фільм був висунутий Філіппінами на премію «Оскар-2016» у номінації «найкращий фільм іноземною мовою».

## У ролях
- Джон Арсілья — Антоніо Луна
- Мон Конфіадо —Еміліо Агінальдо
- Аррон Віллафлор — Ховен Ернандо
- Джеффрі Кісон — Аполінаріо Мабіні
- Паоло Авеліно — Грегоріо дель Пілар
- Хоем Баскон — Пако Роман